# Лисичка-сестричка

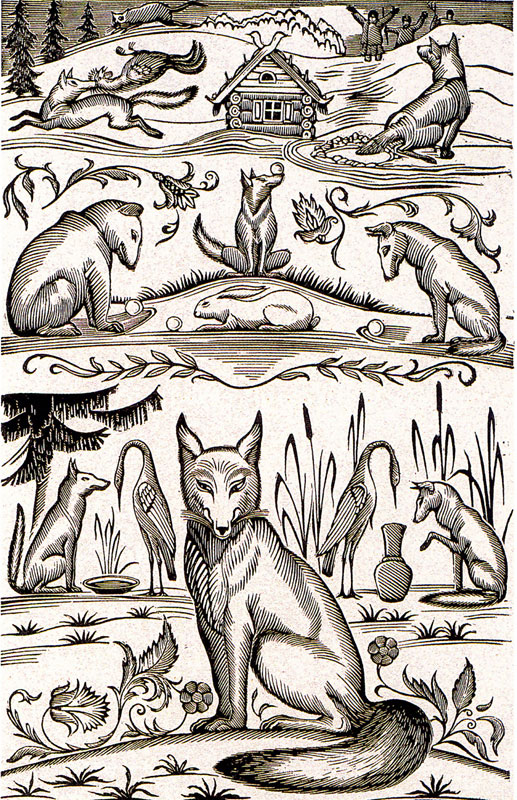
Микола Дмитревський. Казка про лисицю. Гравюра на дереві, 1934

Лисичка-сестричка (кума-лисиця) — один з головних персонажів українських та російських народних казок.
Поширені казки про хитру лисицю і дурного вовка, в яких лисиця обманює вовка для власної вигоди. Зустрічаються також казки, де лисиця обманює і інших тварин (наприклад, зайця). Найчастіше Лисиця (або Лис) є негативним героєм, що втілює собою хитрість, підступність, брехливість, лукавство, егоїзм.
У Західній Європі на основі народних казок були написані середньовічні поеми про лисицю: латинська поема «Ізенгрім» XII століття, голландська поема «Рейнарт» XIII століття.